# 91335 Alexandrov
91335 Alexandrov este o planetă minoră (asteroid) din centura de asteroizi. A fost descoperită pe 8 mai 1999 la Catalina Station⁠(d) de Catalina Sky Survey. 
Obiectul prezintă o orbită caracterizată de o semiaxă mare de 2,3919386158611 UAi, o excentricitate de 0,15398354859532, o înclinație de 5,8770837225523 ° în raport cu ecliptica.